# Ulica Stefana Okrzei w Sosnowcu
Ulica Stefana Okrzei w Sosnowcu – wytyczona jako jeden z pierwszych traktów Środuli.
Na planach Miasta znaczona od roku 1907, a nazywana od roku 1915. Stanowi biegnącą w kierunku Konstantynowa odnogę dawnego szlaku, prowadzącego z dworu w Zagórzu do Pogoni.
Pierwotna nazwa ulicy (Środula / Srodulastrasse) została w okresie międzywojennym (1925) zmieniona, celem uczczenia pamięci działacza Polskiej Partii Socjalistycznej – Stefana Okrzei, straconego w warszawskiej Cytadeli. W czasie II wojny światowej przemianowana (1940) na Zeilenweg.
Na przestrzeni lat, wraz ze stymulowaną rozwojem przemysłu rozbudową Środuli, jej ranga wzrosła. Obecnie od ulicy Stefana Okrzei w kierunku wschodnim odchodzi dziesięć ulic (od północy): Północna, Stefana Batorego, Wapienna, Jana Kochanowskiego, Zygmunta Krasińskiego, Adama Mickiewicza, Juliusza Słowackiego, Stanisława Wyspiańskiego, Marii Konopnickiej oraz Bolesława Prusa. Od zachodu przylega bezpośrednio do parku.
Nie pełni, w związku z gruntowną przebudową architektoniczną Środuli, roli ulicy przelotowej. Do niedawna w jej rejonie obecnych było jedynie kilka punktów użyteczności publicznej oraz usługowo-handlowych. Instytucją o tradycji wieloletniej, siedziba której mieści się pod numerem 56, jest Szkoła Podstawowa numer 16. W latach dwudziestych dwudziestego wieku pod numerem 46 mieściła się siedmioklasowa Szkoła Publiczna numer 10 imienia Bolesława Prusa.
Kiedyś – obok komunikacyjnej pełniła rolę rekreacyjną, pomimo licznych aktów dewastacji stanowiąc cel spacerów mieszkańców Sosnowca, jednak obecnie szkoła została wyburzona i został wybudowany sklep Aldi.